# FN Возничего
FN Возничего (лат. FN Aurigae) — двойная затменная переменная звезда типа Алголя (EA) в созвездии Возничего на расстоянии приблизительно 3000 световых лет (около 920 парсеков) от Солнца. Видимая звёздная величина звезды — от +13,1m до +11,9m. Орбитальный период — около 8,3431 суток.

## Характеристики
Первый компонент — жёлтая звезда спектрального класса G. Радиус — около 4,31 солнечных, светимость — около 13,467 солнечных. Эффективная температура — около 5326 К.